# Coupe des îles Féroé de football 1966
Navigation
Løgmanssteypið 1965 Løgmanssteypið 1967
La Coupe des Îles Féroé 1966 de football est la 12e édition de la Løgmanssteypið (Trophée du Premier Ministre). 
La finale du tournoi se disputa à Norðragøta au stade Sarpugerði.
Le KÍ Klaksvík fut le vainqueur. C'est le premier titre du club.

## Format
Prenant place entre les mois de mai à septembre 1966, la compétition se décompose en trois phases allant du premier tour jusqu'à la finale. Seules les équipes de Meistaradeildin 1966 (Division des Champions) participèrent à la compétition.

## Clubs participants
| \| B36 HB KÍ TB VBV \| Localisation des clubs engagés dans la coupe nationale 1966. |
| B36 HB KÍ TB VBV                                                                    |

- B36 Tórshavn - Meistaradeildin Tenant du Titre
- HB Tórshavn - Meistaradeildin
- KÍ Klaksvík - Meistaradeildin
- TB Tvøroyri - Meistaradeildin
- VB Vágur - Meistaradeildin

## Résultats

### Premier tour[2]
| Date        | Équipe 1 | Résultat | Équipe 2    |
| ----------- | -------- | -------- | ----------- |
| 22 mai 1966 | VB Vágur | 1-2      | TB Tvøroyri |

### Demi-finales[3]
| Date         | Équipe 1     | Résultat | Équipe 2    |
| ------------ | ------------ | -------- | ----------- |
| 27 août 1966 | B36 Tórshavn | 0-2      | HB Tórshavn |
| 28 août 1966 | KÍ Klaksvík  | 6-0      | TB Tvøroyri |

### Finale
| 4 septembre 1966 | KÍ Klaksvík | 4-2   | HB Tórshavn | Sarpugerði, Norðragøta |
|                  |             | (1-1) |             |                        |